# Buolkalach
Buolkalach (rusky Буолкалах, jakutsky Буолкалах) je řeka v Jakutské republice v Rusku. Je 305 km dlouhá. Povodí má rozlohu 8780 km².

## Průběh toku
Pramení na jihu Severosibiřské nížiny. Je to levý přítok řeky Oleňok, do něhož se vlévá nedaleko jeho ústí do moře Laptěvů.

## Vodní režim
Zdrojem vody jsou sněhové a dešťové srážky.